# Buket Kemuneng
Buket Kemuneng is een bestuurslaag in het regentschap Aceh Jaya van de provincie Atjeh, Indonesië. Buket Kemuneng telt 30 inwoners (volkstelling 2010).